# Holger Marks
Holger Marks (* 8. Mai 1972 in Ludwigshafen am Rhein) ist ein deutscher Opernsänger (Tenor).

## Leben
Holger Marks erhielt bereits in jungen Jahren Unterricht auf der Geige und im Gesang.
1993 nahm er sein Gesangsstudium bei Marga Schiml an der Staatlichen Hochschule für Musik in Karlsruhe auf, das er 1997 mit Diplom abschloss. Von 1997 bis 2000 war er Student von James Wagner an der Hochschule für Musik und Theater in Hamburg. Meisterkurse belegte er bei James Taylor (Bach-Kantaten), Jean-Claude Malgoire (Barock-Oper) sowie bei Joan Morris und William Bolcom (Jazz).
Holger Marks lässt sich nur ungern in ein bestimmtes musikalisches Genre einordnen. So stand er bisher in zahlreichen Opernrollen, beispielsweise als „Ferrando“ (Così fan tutte) oder „Titus“ (La clemenza di Tito) auf Bühnen in Hamburg, Paris, Prag und Warschau. Gleichwohl ist er ein gefragter Konzertsänger. Konzerte mit den Berliner Philharmonikern unter Sir Simon Rattle, den Hamburger Symphonikern, dem SWR-Rundfunkorchester oder dem Filmorchester Babelsberg führten ihn hierbei u. a. an die Musikhalle Hamburg, die Philharmonien Berlin und Essen, in das Nymphenburger Schloss in München, den Berliner Dom, die St.-Reinoldi-Kirche in Dortmund oder die berühmte „Wieskirche“. Darüber hinaus erfolgten Engagements für geistliche Konzerte oder Operetten- und Liederabende in Norwegen, Italien, Frankreich, in der Schweiz, den USA und Brasilien.
2003 und 2011 sang Holger Marks vor insgesamt jeweils mehr als 65.000 Zuschauern den „Jesus“ in dem Musical Jesus Christ Superstar auf der Freilichtbühne Ötigheim. Und seine besondere Zuneigung gilt den Jazz-Standards von George Gershwin, Cole Porter, Richard Rodgers u. a.
Bisher entstanden Aufnahmen für das ZDF, ARTE, 3sat, France Musique, den SWR, RBB und den NDR sowie für CD-Produktionen.
Holger Marks ist seit 2008 festes Mitglied im Rundfunkchor Berlin.